# Lachaisea brevimucro
Lachaisea brevimucro är en stekelart som först beskrevs av Boucek 1981.  Lachaisea brevimucro ingår i släktet Lachaisea och familjen fikonsteklar. Inga underarter finns listade i Catalogue of Life.